# Micropleura
Micropleura es un género de plantas  pertenecientes a la familia Apiaceae. Comprende 3 especies descritas.

## Descripción
Hierbas perennes, desparramadas a postradas, caulescentes, ramificadas, vilosas a glabrescentes con raíces tuberosas fasciculadas. Hojas alternas, pecioladas, simples, no peltadas, membranáceas, palmatinervias, repandas o crenadas; pecíolos envainadores, no estipulados. Inflorescencias de numerosas umbelas de pocas flores, simples, pedunculadas, dispuestas en agregados irregularmente umbelados o corimboso-terminales, o verticilados, o rara vez solitarios; pedúnculos terminales o axilares muy desiguales; involucro de varias brácteas muy pequeñas; pedicelos cortos o ausentes. Cáliz sin dientes; pétalos ovados, agudos, sin un ápice inflexo más angosto, verdosos o blanco-amarillentos; estilos muy cortos, el estilopodio deprimido. Frutos transversalmente elípticos, aplanados lateralmente, constrictos en la comisura, dídimos, glabros; carpóforo ausente; costillas 5, filiformes, fuertemente curvadas, sin reticulaciones conspicuas; vitas ausentes, las células acompañantes inconspicuas; endocarpo leñoso rodeando la cavidad de la semilla; semilla comprimida lateralmente en corte transversal, la cara plana.

## Taxonomía
El género fue descrito por Mariano Lagasca y publicado en Ocios de Espanoles Emigrados 4(19): 347. 1825. La especie tipo es: Micropleura renifolia Lag.

## Especies
A continuación se brinda un listado de las especies del género Micropleura aceptadas hasta septiembre de 2012, ordenadas alfabéticamente. Para cada una se indica el nombre binomial seguido del autor, abreviado según las convenciones y usos.
- Micropleura flabellifolia Mathias
- Micropleura renifolia Lag.
- Micropleura reniformis Lag. ex Weberl. & Lagos